# Vəng
Vəng, auch Wang oder Vang(armenisch Դադիվանք Dadiwank), ist ein Dorf im Rayon Kəlbəcər in Aserbaidschan. Das Kloster Dadiwank befindet sich dort.

## Geschichte
Als der erste Krieg um Bergkarabach 1990 ausbrach, kam das Dorf unter die Kontrolle von armenischen Separatisten. Nach dem Krieg gehörte es de-facto zur international nicht anerkannten Republik Arzach. Diese verwaltete es als Teil der Provinz Schahumjan.
Nach dem zweiten Krieg um Bergkarabach im Jahr 2020 wurde das Dorf, mit dem Kloster Dadiwank, zurück an Aserbaidschan übergeben. Das Kloster wird von den im Waffenstillstand vom November 2020 vereinbarten russischen Friedenstruppen geschützt.

## Sehenswürdigkeiten

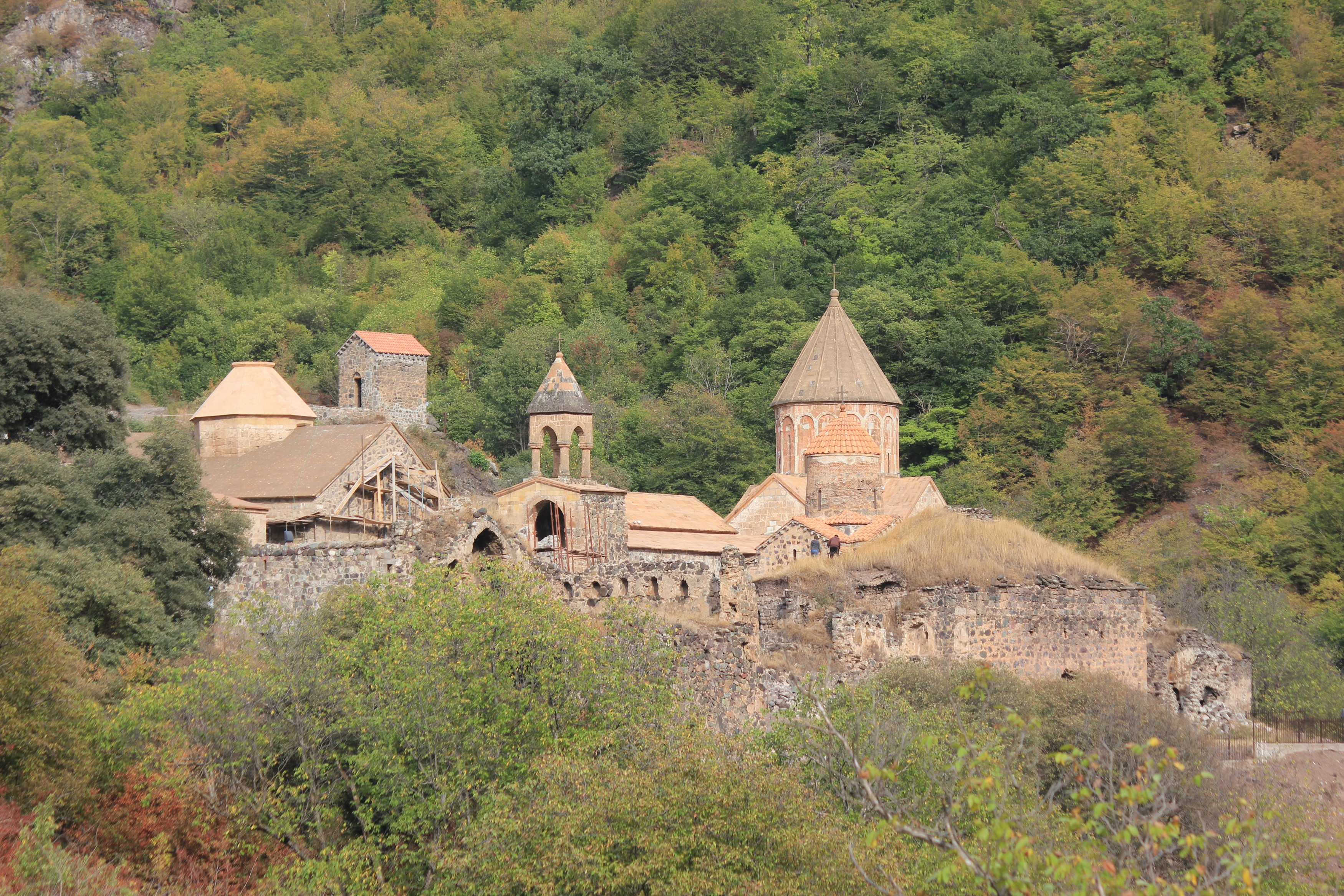
Blick auf das Kloster Dadiwank (2017)

Die berühmteste Sehenswürdigkeit im Dorf ist das Kloster Dadiwank (Xudavəng monastırı; Դադիվանք), welches im 4. Jahrhundert gebaut wurde. Es wurde nach der Rückeroberung 2020 von der armenisch-apostolischen Kirche an die Verwaltung der katholischen Kirche in Aserbaidschan übergeben.

## Bevölkerung
2005 hatte das Dorf 94 Einwohner und 2015 waren es 136. Vor der Übergabe des Ortes an Aserbaidschan im November 2020 flohen die armenischen Bewohner.